# 조현랑
조현랑(趙玄朗, 생몰년 미상)은 도교의 신이며 원천대성후(元天大聖后)의 부군으로 북송 진종에 의해 황실 시조로 추존되었다.

## 상세
북송 진종 5년(1012년) 10월에 재상 왕단(王旦) 등에게 옥황령 조씨 조상(조현랑)에게 천서(天书)를 주는 꿈을 꾸었다고 했다. 
상세한 내용으론, 조씨는 자칭 인황(人皇) 9인중 한 사람이라 밝혔고 전생은 황제(黃帝)였으며 당나라땐 옥황상제의 명을 받들었다는 신(神)이었다. 그 해 7월 1일에 진종은 조현랑을 성조상령상령고도구천사명보생천존대제(聖祖上靈高道九天司命保生天尊大帝)로 추존했으며, 동시에 그의 아내도 원천대성후로 추존되었다.
조현랑이 성조로 추존됨에 따라 그의 이름 현(玄), 랑(朗)은 피휘의 개념 때문에, 공자의 시호 현성문선왕(玄聖文宣王)은 지성문선왕(至聖文宣王)으로 바뀌기까지 했으며 원, 명 이후 조현랑은 재신(財神)으로 추앙되기까지 했다.